# Norbert Reithofer

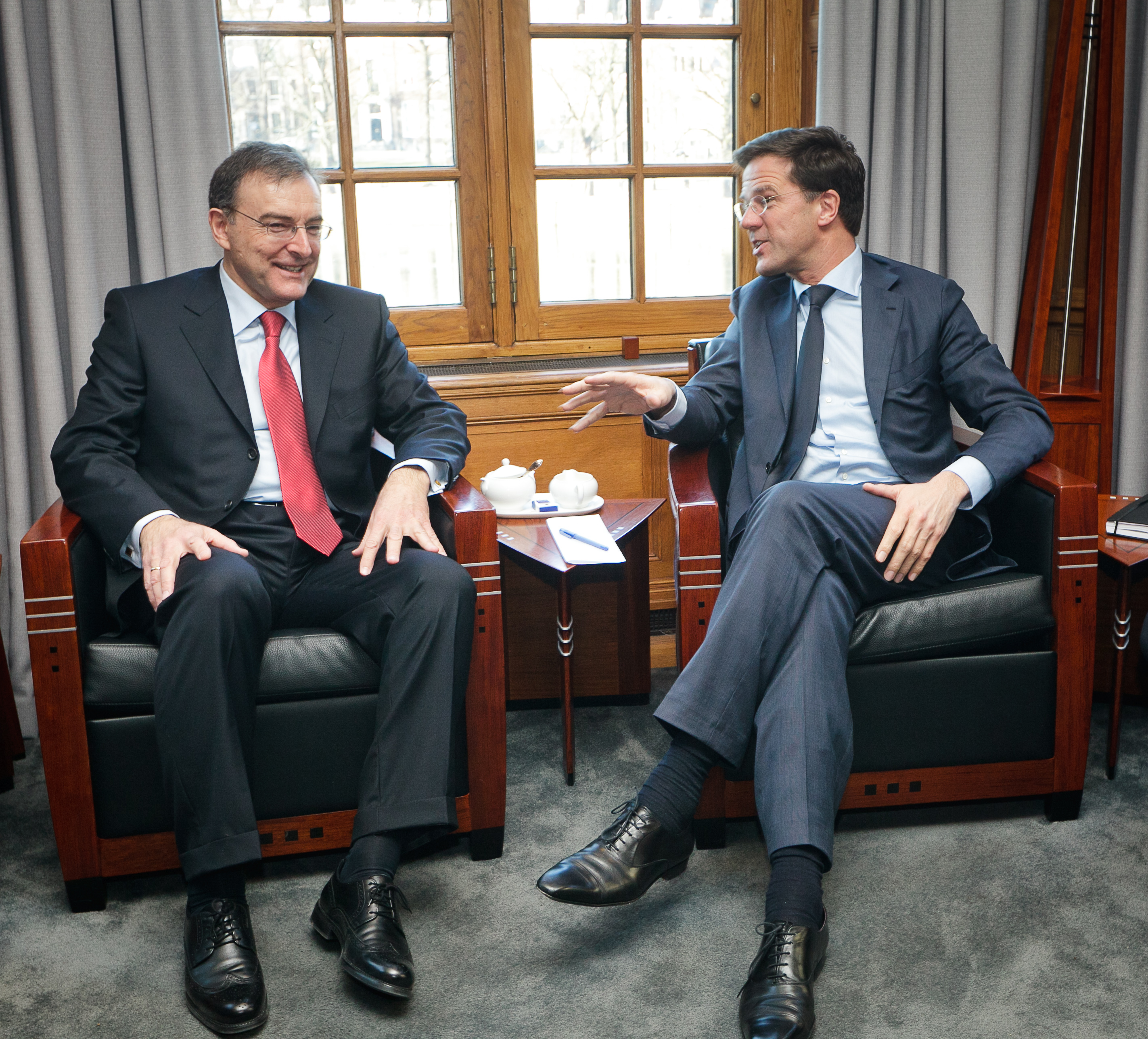
Norbert Reithofer (links) en Mark Rutte

Norbert Reithofer (Penzberg, 29 mei 1956) is een Duits zakenman en sinds 1 september 2006 CEO van BMW, moederbedrijf van Rolls-Royce Motor Cars en Mini.

## Ontvangen eretekens
- Ereteken van Verdienste voor de Republiek Oostenrijk
- Beierse Orde van Verdienste
- Ridder in het Legioen van Eer